# Kobe Goossens
Kobe Goossens (ur. 29 kwietnia 1996 w Leuven) – belgijski kolarz szosowy i przełajowy.

## Osiągnięcia

### Kolarstwo szosowe
Opracowano na podstawie:

2018
- 2. miejsce w Tour du Jura
  - 1. miejsce w klasyfikacji młodzieżowej

2019
- 3. miejsce w Circuit des Ardennes
  - 1. miejsce w klasyfikacji górskiej
- 1. miejsce w Tour du Jura
  - 1. miejsce na 1. etapie

2021
- 1. miejsce w klasyfikacji górskiej Tour de Romandie

2023
- 1. miejsce w Trofeo Andratx
- 1. miejsce w Trofeo Serra de Tramuntana

### Kolarstwo przełajowe
Opracowano na podstawie:
2014
- 3. miejsce w klasyfikacji generalnej Pucharu Świata juniorów

## Rankingi

### Kolarstwo szosowe
| Rok             | 2018  | 2019 | 2020 | 2021 | 2022 | 2023 |
| --------------- | ----- | ---- | ---- | ---- | ---- | ---- |
| World Ranking   | 1339. | 777. | 751. | 807. | 368. | 187. |
| UCI Europe Tour | 830.  | 567. | 602. | 623. | 295. | -    |
|                 |       |      |      |      |      |      |
| Źródło: UCI     |       |      |      |      |      |      |